# Palaemon
Palaemon (лат.) — род пресноводных креветок из подсемейства Palaemoninae семейства Palaemonidae. Род Palaemon в традиционном понимании, вероятно, является парафилетическим. Молекулярные данные свидетельствуют о том, что род Palaemonetes, а также роды Exopalaemon и Couteriella должны быть включены в Palaemon. Филогенетическое сходство в этих группах лучше соответствует географическому происхождению, чем традиционное разделение по родам. Древнейшие представители рода найдены в нижнемеловых отложениях Италии.

## Классификация
В род включают следующие виды:
- Palaemon adspersus Rathke, 1837
- Palaemon affinis H. Milne-Edwards, 1837
- Palaemon capensis (De Man in M. Weber, 1897)
- Palaemon carteri (Holthuis, 1950)
- Palaemon concinnus Dana, 1852
- Palaemon curvirostris Nguyên, 1992
- Palaemon debilis Dana, 1852
- Palaemon dolospinus Walker & Poore, 2003
- Palaemon elegans Rathke, 1837
- Palaemon floridanus Chace, 1942
- Palaemon gladiator Holthuis, 1950
- Palaemon gracilis (Smith, 1871)
- Palaemon gravieri (Yu, 1930)
- Palaemon guangdongensis Liu, Liang & Yan, 1990
- Palaemon hancocki Holthuis, 1950
- Palaemon intermedius (Stimpson, 1860)
- Palaemon ivonicus Carvalho, Magalhães, & Mantelatto, 2014
- Palaemon khori De Grave & Al-Maslamani, 2006
- Palaemon litoreus (McCulloch, 1909)
- Palaemon longirostris H. Milne-Edwards, 1837
- Palaemon macrodactylus Rathbun, 1902
- Palaemon maculatus (Thallwitz, 1892)
- Palaemon miyadii (Kubo, 1938)
- Palaemon northropi (Rankin, 1898)
- Palaemon ogasawaraensis Kato & Takeda, 1981
- Palaemon ortmanni Rathbun, 1902
- Palaemon pacificus (Stimpson, 1860)
- Palaemon paivai Fausto Filho, 1967
- Palaemon pandaliformis (Stimpson, 1871)
- Palaemon paucidens De Haan, 1844
- Palaemon peringueyi (Stebbing, 1915)
- Palaemon peruanus Holthuis, 1950
- Palaemon powelli Ashelby & De Grave, 2009
- Palaemon ritteri Holmes, 1895
- Palaemon semmelinkii (De Man, 1881)
- Palaemon serenus Heller, 1862
- Palaemon serratus (Pennant, 1777)
- Palaemon serrifer (Stimpson, 1860)
- Palaemon sewelli (Kemp, 1925)
- Palaemon tenuidactylus Liu, Liang & Yan, 1990
- Palaemon vicinus Ashelby, 2009
- Palaemon varians Leach, 1813
- Palaemon xiphias Risso, 1816
- Palaemon yamashitai Fujino & Miyake, 1970
- Palaemon yuna Carvalho, Magalhães, & Mantelatto, 2014